# Lacek ze Šternberka a Lukova
Lacek ze Šternberka a Holešova (* před rokem 1415 – kolem roku 1449) byl moravský šlechtic z rodu Šternberků.

## Život
Jeho otcem byl Albrecht ze Šternberka a Lukova, který zemřel předčasně. Poručníkem Lackovi a jeho bratru Jiříkovi se stal jejich děd z matčiny strany Lacek z Kravař a Helfštejna. První písemná zmínka o Lackovi pochází z roku 1415. Roku 1419 byl již zletilý a přebíral se svým bratrem majetky po otci: Lukov, Holešov, Zlín, Čejkovice a Šilperk, později i Odry. Zpočátku se psával s přídomkem „z Holešova“ nebo „z Oder“. 
Když začaly husitské války, Lacek se na rozdíl od svého bratra spíše přikláněl k husitům. Zdá se, že však s bratrem měl dobré vztahy, otcovský majetek spravovali oba dva. Roku 1425 se konala na hradu Helfštejně schůzka, kde se bratři Jiřík a Lacek na straně jedné, a jejich příbuzný Albrecht ze Šternberka a Holešova na straně druhé dohodli na výměně majetku. Albrecht se zřekl poloviny hradu Lukova a získal za to půl Holešova a část Holešovska. Když zemřel jeho bratr Jiřík, který byl bezdětný, připadl mu rodový majetek včetně práv po bratrovi. Po husitských válkách byl Lacek nucen některé majetky prodávat. Naposledy se uvádí roku 1449, kdy pravděpodobně zemřel.
Lacek měl za ženu Elišku z Lomnice, se kterou měl dva syny a dceru. Starší syn Jiřík, který se uvádí v letech 1453, 1460 a 1464, posledně jmenovaného roku zemřel. Druhorozený syn Albrecht se stal pokračovatelem rodu. Dcera Kunka se provdala za Jiřího Kužele ze Žeravic.